# هارزفلد
هارزفلد (به آلمانی: Harsefeld) یک منطقهٔ مسکونی در آلمان است که در Harsefeld واقع شده‌است. هارزفلد ۱۲٬۳۸۶ نفر جمعیت دارد.